# Orologio planetario Fanzago
L'Orologio astronomico Fanzago di Clusone, in val Seriana in provincia di Bergamo, è un'opera realizzata nel 1583 da Pietro Fanzago, tuttora funzionante. Si trova sulla facciata sud della torre del municipio. Si tratta di una costruzione meccanica assai ardita per i tempi in cui è stata realizzata e sotto di esso compare la dicitura:
L'orologio segna i movimenti del sole e della luna, le ore del giorno e la durata della notte, gli equinozi ed i solstizi, le costellazioni dello zodiaco, le lunazioni, i mesi, le ore, i minuti. L'antico meccanismo viene caricato a mano ininterrottamente tutti i giorni da circa quattrocento anni.

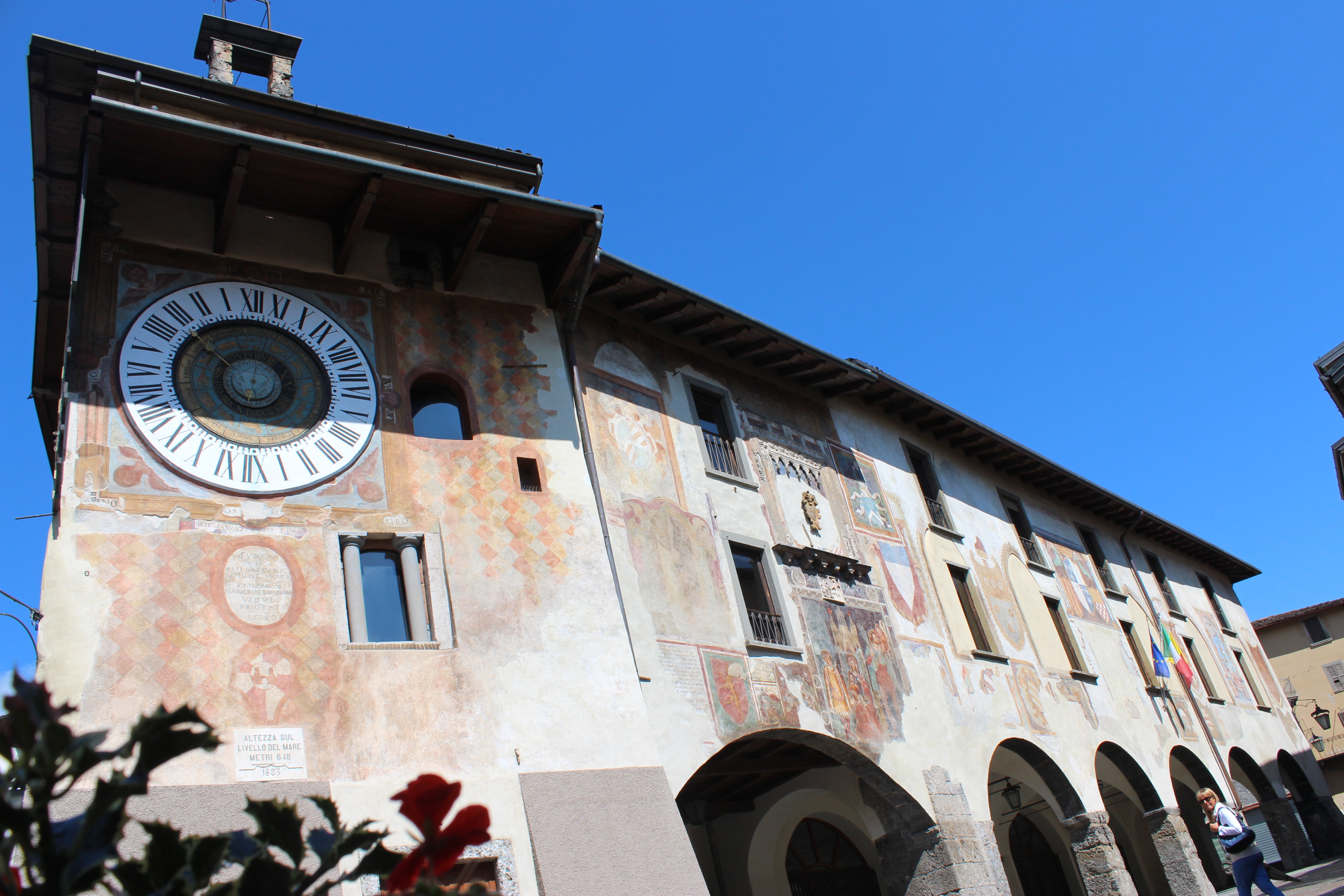
Orologio dalla piazza di Clusone

## Pietro Fanzago
La famiglia Fanzago risulta presente in Clusone con architetti, ingegneri e fonditori di metalli dal 1360. I Fanzago erano membri della nobile famiglia Fanzago, ramo del casato Aliprandi che sullo scorcio del Trecento si trasferì da Milano a Clusone.
Pietro era figlio di Antonio Marino che aveva fuso le campane del Campanone di Bergamo, e dal padre ereditò l'arte della lavorazione dei metalli e lo studio dell'ingegneria meccanica.  Risulta una sua richiesta del 1575 di sostituzione dell'orologio posto sulla torre di Clusone non più funzionante, questo testimonia la presenza di un orologio precedente.
Tra le sue opere oltre all'Orologio di Clusone, rimane l'invenzione dei cavafanghi, la riparazione dell'orologio sulla torre di Piazza san Marco a Venezia. Pietro ebbe due figli, Ventura e Antonio Marino, che alla sua morte, avvenuta il 3 gennaio 1589, proseguirono il suo lavoro; di loro rimane la campana mezzana della parrocchia in Clusone, la campana per la parrocchia di Caravaggio e per la chiesa di Colzate.